# バッスル

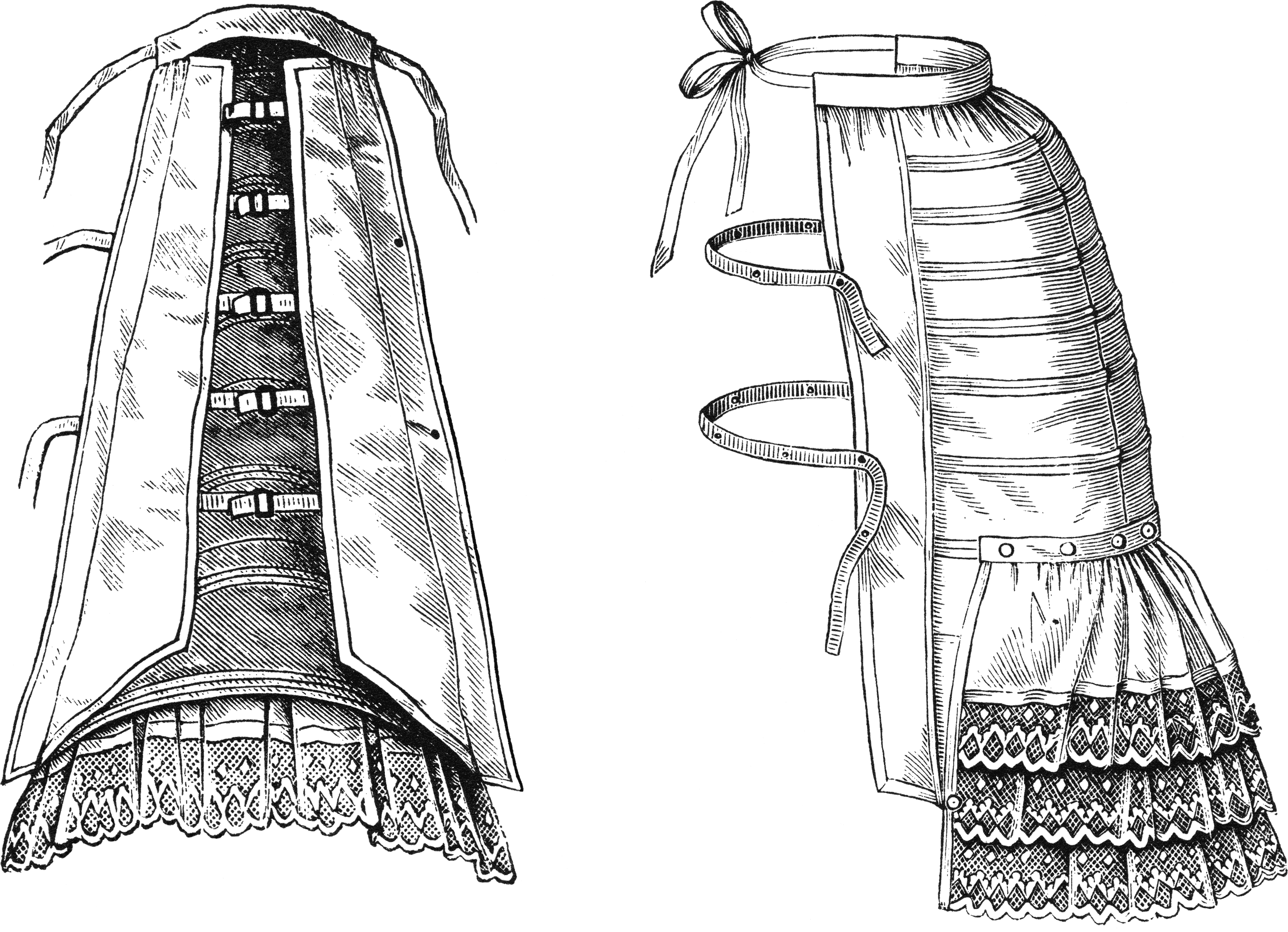
バッスルのイラスト(1881)

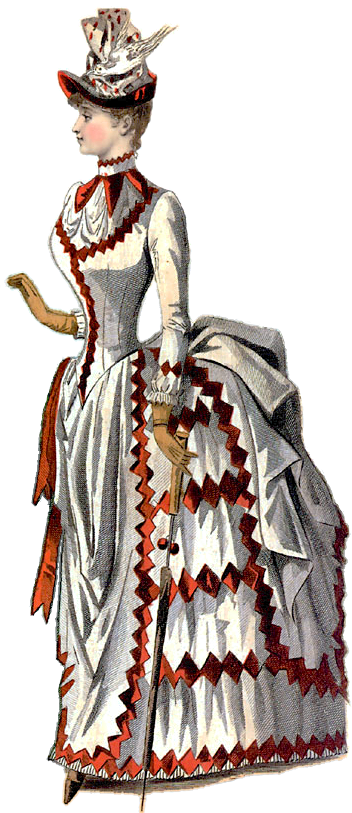
バッスルドレスを着た女性(1880年代)

バッスル（バスルとも、英語：Bustle）は、女性用ファウンデーションの一種である。
19世紀半ばから20世紀初めに流行した。ヒップラインを美しく見せるための腰当である。提灯を縦半分に切ったような形をしている。材質は、初めの頃は鯨鬚を使用していたが、後には針金や木が用いられた。
日本では明治時代に鹿鳴館などで着用されたドレスにこれが用いられていた。
派生的用法として、軍艦や戦車の砲塔は初期には上から見るとおおよそ円形だったが、砲が強大化するにつれ砲塔内部にも砲尾が大きく突き出すようになり、砲員のためのスペース確保や、あるいは予備弾倉などに充てるため、砲塔後部に張り出しを設けるようになり、これもバスルと呼ばれる。